# فرودگاه شهری فورت فرانسس
فرودگاه شهری فورت فرانسس (به انگلیسی: Fort Frances Municipal Airport) یک فرودگاه همگانی باربری با کد یاتا YAG است که یک باند فرود آسفالت دارد و طول باند آن ۱٬۳۶۹ متر است. این فرودگاه در کشور کانادا قرار دارد و در ارتفاع ۳۴۲ متری از سطح دریا واقع شده است.